# Silvino Cubésare
Silvino Cubésare est un ultramarathonien mexicain indigène raramuri.

## Palmarès
- Ultra marathon d'Espagne[1]: premier dans la catégorie sénior, second au général.